# UnsraW
UnsraW — японський гурт, що грає альтернативний метал/Visual kei. Гурт UnsraW сформувалася у квітні 2006 року в такому складі: Юкі — вокал, Тецу — гітара, Рай (Joker's Satsuki) — гітара, Дзюн — бас, і Сьо — ударні.
Група зіграла декілька «secret live» без релізів, і почала свою кар'єру на Speed Disc, лейблі звукозапису, що спеціалізується на групах Visual kei стилю.
Гурт працює зі звукозаписною компанією Speed Disk; їх творчість зазнала значного впливу Dir en Grey. Імідж учасників створюється за участю Screaming Mad George, який працював з такими виконавцями як Hide, Penicillin і X Japan.

## Склад
- Юкі (勇企) — вокал
- Мадока (円) — гітара
- Тецу (哲) — гітара
- Дзін (迅) — бас гітара
- Се (匠) — барабани

### Колишні учасники
- Дзюн (准) — бас гітара
- Рай (礼) — ведущая гітара

## Біографія
Вперше UnsraW виступили 23 серпня 2006 на Gate of Death. Тиждень потому вони випустили максісингл «-9 -», який вийшов обмеженим тиражем у кількості 1000 копій. Два місяці по тому з'явився їхній другий максісингл, а в грудні група представила перший мініальбом, що являв собою компіляцію двох попередніх синглів .

### Проблеми зі складом
У кінці червня 2009 року група повернулася на музичну сцену, але втратила басиста через його травму руки  [Архівовано 20 жовтня 2012 у Wayback Machine.]. Ще пізніше з групи йде провідний гітарист. Згодом до групи офіційно приєдналися гітарист Мадока і басист Дзюн, які виконували роль сесійних музикантів  оскільки учасники не хотіли робити перерву у творчості.

### Новий склад, наш час
Після короткої перерви, група оголосила про тур по Європі. Колектив відвідає західну і східну Європу, у тому числі Польщу.

### Завершення
У березні 2011 року на офіційному сайті та в блогах з'явилося оголошення про те, що з особистих причин групу залишає вокаліст Юкі. 4 березня група залишилася без вокаліста і була змушена заявити про розпуск, а також про ймовірний останній концерт. 23 червня 2011 було заявлено, що UnsraW дають останній концерт «Last Curtain「 ~ Dystopia ~ 」» в токійському кварталі Такаданобаба.

### Gate of birth
Протягом деякого часу про групу нічого не було чутно. Раптово на офіційному сайті знову з'явилося посилання на блог Юкі. Також з'явилася інформація про завершення діяльності групи після концерту «Gate of Birth» 23 червня 2012 в залі Ikebukuro Edge, який буде відіграно в повному складі з вокалістом Юкі.
У своєму блозі Юкі пише [джерело не вказане 4664 дні]:
 Кожному хто підтримував UnsraW
Група UnsraW, яку я створив, відкрила свої «gate of death» («врата смерті») 23.08.2006.
2011 року незалежно від обставин, я завжди шкодував, що не можу підвести риску для себе, це дійсно мені неприємно, причина — я не можу продовжувати цей важкий шлях.
23.06.2012 в цей день UnsraW припинить своє існування, в істинному розумінні цього слова.
Своїми руками я знищив UnsraW.
Таким чином, UnsraW помре, але відродиться в наших серцях.
Будь ласка, приходьте і подивіться останні моменти UnsraW своїми очима.
Тому що ми відкриємо «Врата останньої миті»
UnsraW, Юкі.

На цей час немає ніякої інформації про діяльність групи, релізах і останнього концерту.

## Дискографія

### Альбоми
- Spiral Circle-Complete- (24 січня, 2007)
- Abel/Kein (Європейська версія, 26 вересня, 2007)
- Abel/Kein (Японська версія, 6 лютого, 2008)

### Мініальбоми
- Spiral Circle (20 грудня, 2006)
- Calling (28 березня, 2007)
- Abel (29 серпня, 2007)
- Kein (26 вересня, 2007)
- GUILTY (24 квітня, 2010)

### Сингли
- «-9 -» (30 серпня, 2006)
- «Gate of Death» (25 жовтня, 2006)
- «Lustful Days» (27 червня, 2007)
- «REBORN» (23 вересня, 2009)
- «Kleza in Utero» (19 листопада, 2010)
- «Kleza in Marsh» (21 грудня, 2010)
- «Kleza in Red clay» (16 січня, 2011)

### DVD
- Screaming Birthday (27 червня, 2007)